# Archigregarinorida
Arhigregarinele (Archigregarinorida sau Archigregarinida, Archigregarina) este un ordin de protozoare din subclasa gregarinelor (Gregarinasina), clasa Conoidasida, încrengătura Apicomplexa. Sunt paraziți ai viermilor marini (anelide, sipunculide) și cordatelor inferioare marine (enteropneuste și ascidii)  și trăiesc în tractul digestiv și cavitățile corpului.